# Tony Da
Tony Da, auch Anthony, (* 1. April 1940; † 12. Februar 2008) war ein US-amerikanischer indianischer Maler, Töpfer, Kunsthandwerker und Keramiker.

## Leben
Tony Da stammte aus einer traditionsreichen Künstlerfamilie. Sein Großvater war der zur ersten Malergeneration in San Ildefonso Pueblo gehörende Julian Martinez. Er absolvierte zunächst eine Ausbildung im Töpferhandwerk bei seiner Großmutter Maria Martinez. Sein Vater Popovi Da unterrichtete ihn in Malerei und Keramikmalerei. Da malte seit Ende der 1950er Jahre in gedämpften Farbtönen und zugleich in großer Präzision dekorative, geometrisch stilisierte und abstrakte Szenen aus dem Alltagsleben der Pueblos. Ebenso befasste er sich mit der indianischen Mythologie. Häufig greift er alte indianische Symbole oder traditionelle Töpferkunst aus der Mimbres-Keramik auf. Schließlich widmete es sich ab 1966 überwiegend Keramikarbeiten, die mit Darstellungen von den Indianern heiligen Tiere, wie Bär und Schildkröte einen Höhepunkt seines Schaffens bildeten.

## Werke
- Many Faces of the Moon, Kaseintempera, 1966
- Symbols of the South, Aquarellpaput, 1970

## Werke in Museen
- Museum of Amerikan Indian, Heye Fond

## Ausstellungen
- 1959–1960: 68 Gallup New Mexico